# La lunga notte del comunismo
La lunga notte del comunismo è stata una trasmissione televisiva di approfondimento sul ruolo del comunismo nella storia del XX secolo, condotta da Gustavo Selva su Rai 1 nel 1991 per 6 puntate con cadenza settimanale.
La prima puntata venne trasmessa l'8 novembre 1991 alle 20:30, ma a causa dei bassi ascolti ottenuti (il 6,9% di share) la dirigenza della Rai decise di trasmettere le puntate successive in seconda serata, a partire dalle 23.
In ogni puntata venivano presentati dei filmati d'epoca inerenti le tematiche trattate, che poi venivano commentati dagli ospiti presenti in studio.
Le musiche di accompagnamento erano state composte da Angelo Talocci. La sigla iniziale del programma era costituita dalla canzone Bette Davis Eyes nell'interpretazione di Kim Carnes.